# Triumph Trophy SE
Die Triumph Trophy SE ist ein vollverkleidetes Motorrad des englischen Fahrzeugherstellers Triumph. Der Tourer wurde am 22. Juni 2012 während der Tridays in Neukirchen am Großvenediger präsentiert und ist seit Oktober 2012 als Nachfolger der Triumph Trophy 1200 (1991–2003) im Verkauf. Wie die meisten Modelle von Triumph wird das Motorrad von einem Dreizylinderreihenmotor angetrieben und in Hinckley, England endmontiert. Die Buchstaben SE stehen für Special Edition.
Die englische Verkaufsbezeichnung Trophy [ˈtrəʊfi] bedeutet Trophäe und wird bereits seit der TR5 (1949–1958) als Fahrzeugbezeichnung verwendet. Nach der Trophy 900 (1991–2001) und Trophy 1200 ist das aktuelle Modell bereits die dritte Trophy-Tourer-Generation.

## Entwicklung
Der Reihendreizylinder wurde mit Beginn der Entwicklung für den Einsatz in der Reiseenduro Triumph Tiger Explorer und der Trophy konzipiert, sowohl der Antrieb wie auch Antriebsstrang sind mit kleinen Ausnahmen gleich. Für den Tourer wurde der sechste Gang länger übersetzt und als Overdrive ausgelegt. Die Motorsteuerungssoftware, die Airbox und die 3-in-1-Auspuffanlage mit rechtsseitigem Schalldämpfer aus rostfreiem Edelstahl wurden zugunsten einer „reisefreundlicheren Drehmomentcharakteristik“ modifiziert. KTM-Hausdesigner Gerald Kiska entwarf die optische Gestaltung der Trophy.

## Konstruktion
Der flüssigkeitsgekühlte Dreizylindermotor mit einem Hubraum von 1215 cm³ leistet 98,5 kW (134 PS); das maximale Drehmoment beträgt 120 Nm bei 6450 Umdrehungen pro Minute. Die drei in Reihe liegenden Zylinder des Einspritzmotors haben eine Bohrung von 85 mm Durchmesser, die Kolben einen Hub von 71,4 mm; Verdichtungsverhältnis 11 : 1. Zwei zahnradgetriebene obenliegende Nockenwellen (DOHC) steuern über Tassenstößel zwei Einlass- und zwei Auslassventile pro Zylinder. Eine Ausgleichswelle reduziert Motorvibrationen. Das Motorrad beschleunigt in 4,0 Sekunden von 0 auf 100 km/h und erreicht laut Hersteller eine Höchstgeschwindigkeit von 214 km/h.
Eine Dreischeibenbremsanlage von Nissin verzögert mit Vierkolben-Festsätteln vorn und Zweikolben-Schwimmsattel hinten. Die Anlage ist teilintegral ausgelegt, der Tritt auf den Fußbremshebel wirkt teilweise auch am Vorderrad. Das klauengeschaltete Getriebe hat sechs Gänge mit Schrägverzahnung.
Das Fahrwerk besteht aus Vorder- und Heckrahmen mit mittragender Motor-Getriebe-Einheit. Der 11,3 kg schwere Brückenrahmen ist aus eckigen Aluminiumprofilen gefertigt. Der Lenkkopfwinkel beträgt 63 Grad, der Nachlauf 119 mm. Die Fahrwerkseinstellung kann elektronisch über die Federvorspannung und Dämpfung in mehreren Stufen verändert werden. Die Bremsanlage verzögert das Motorrad mit durchschnittlich 9,8 m/s² in 39,5 Metern von 100 km/h in den Stand. Das serienmäßige Antiblockiersystem regelt das Bremsverhalten in kritischen Situation. Das Vorderrad ist an einer Upside-Down-Teleskopgabel, das Hinterrad an einer Einarmschwinge aus Aluminium aufgehängt.
Die Bereifung hat vorn die Maße 120/70 ZR 17 und hinten 190/55 ZR 17. Der Wendekreis hat einen Durchmesser von 6 Metern. Fahrfertig und vollgetankt wiegt der Tourer 317 kg. Die maximale Zuladung beträgt 237 kg. Die zwei Seitenkoffer haben ein Stauvolumen von jeweils 31 Litern.
Der Kraftstofftank fasst 26 Liter. Die Zeitung tz ermittelte einen durchschnittlichen Kraftstoffverbrauch von 5,8 Liter auf 100 km, wodurch sich eine theoretische Reichweite auf Landstraße von knapp über 500 km ergibt.
Der Hersteller empfiehlt Normalbenzin mit mindestens 91 Oktan zu tanken. Ein geregelter Drei-Wege-Katalysator behandelt das Abgas nach und senkt die Schadstoffe unter die Schadstoffgrenzwerte der Abgasnorm Euro-3.

## Kritiken
„Die mächtige Triumph lässt sich – einmal in Bewegung – recht willig in Kurven steuern oder bei Schrittgeschwindigkeit ums Eck lenken. Was unter anderem am schönen Dreizylindermotor liegt, der jederzeit genug Power bereithält. So entpuppt sich die vermeintliche Schwerstarbeit schließlich als recht einfache Übung. Nur Rangieren sollte man möglichst vermeiden.“

“A good touring bike needs exceptional comfort. Again the Trophy scores, in particular its rider protection. Passengers are equally well catered for, with plenty of room and a seating position that should be comfortable over long distances. The one negative is the ride quality, which feels restless and jiggling, with potholes jarring the rider.”

„Ein guter Tourer benötigt außergewöhnlichen Komfort. Auch hier punktet die Trophy, insbesondere beim Fahrerschutz. Mitfahrer werden genauso gut untergebracht, mit viel Platz und einer Sitzposition, die auch auf langen Distanzen komfortabel sein sollte. Der einzige Schwachpunkt ist die Fahrqualität, die sich unruhig und rüttelnd anfühlt und bei Schlaglöchern den Fahrer durchschüttelt.“